# NGC 85
NGC 85 là một thiên hà xoắn ốc hoặc hình thấu kính tương tác được ước tính cách khoảng 200 triệu năm ánh sáng trong chòm sao Tiên Nữ. Nó được phát hiện bởi Ralph Copeland vào năm 1873 và cường độ biểu kiến của nó là 15,7. Thiên hà dường như đang tương tác với IC 1546 xoắn ốc đồng hành.